# Gelasma subannulata
Gelasma subannulata là một loài bướm đêm trong họ Geometridae.